# Jerzy Neter
Jerzy Neter (ur. 9 kwietnia 1930, zm. 3 grudnia 2021) – polski brydżysta, Mistrz Krajowy, członek honorowy (1996) odznaczony złotą odznaką PZBS (1996), sędzia regionalny, instruktor I. klasy, zawodnik KS Gwardia Wrocław.
Jest Honorowym Prezesem DZBS Wrocław.
W roku 1996 był opiekunem reprezentacji Polski juniorów na 15 Młodzieżowe Mistrzostwa Europy Teamów w Cardiff, gdzie reprezentacja zajęła 7 miejsce.

## Wyniki brydżowe

### Zawody europejskie
W europejskich zawodach teamów zdobył następujące lokaty:
| Zawody europejskie. Konkurencja teamów | Zawody europejskie. Konkurencja teamów | Zawody europejskie. Konkurencja teamów | Zawody europejskie. Konkurencja teamów | Zawody europejskie. Konkurencja teamów | Zawody europejskie. Konkurencja teamów |
| Rok                                    | Miejsce                                | Zawody                                 | Kategoria                              | Drużyna                                | Pozycja                                |
| -------------------------------------- | -------------------------------------- | -------------------------------------- | -------------------------------------- | -------------------------------------- | -------------------------------------- |
| 1995                                   | Vilamoura                              | 42 Mistrzostwa Europy Teamów           | Seniorzy                               | Poland                                 | 1                                      |